# Цапарево
Цапарево (болг. Цапарево) — село в Благоевградской области Болгарии. Входит в состав общины Струмяни. Находится примерно в 9 км к западу от центра села Струмяни и примерно в 44 км к югу от центра города Благоевград. По данным переписи населения 2011 года, в селе  проживал 201 человек, преобладающая национальность — болгары. Село расположено в горном массиве Малешевска-Планина.

## Население
| Год     | 1934 | 1946 | 1956 | 1965 | 1975 | 1985 | 1992 | 2001 | 2011 |
| ------- | ---- | ---- | ---- | ---- | ---- | ---- | ---- | ---- | ---- |
| Жителей | 1061 | 1195 | 1223 | 1061 | 813  | 609  | 465  | 336  | 201  |

|  |